# 分析天平

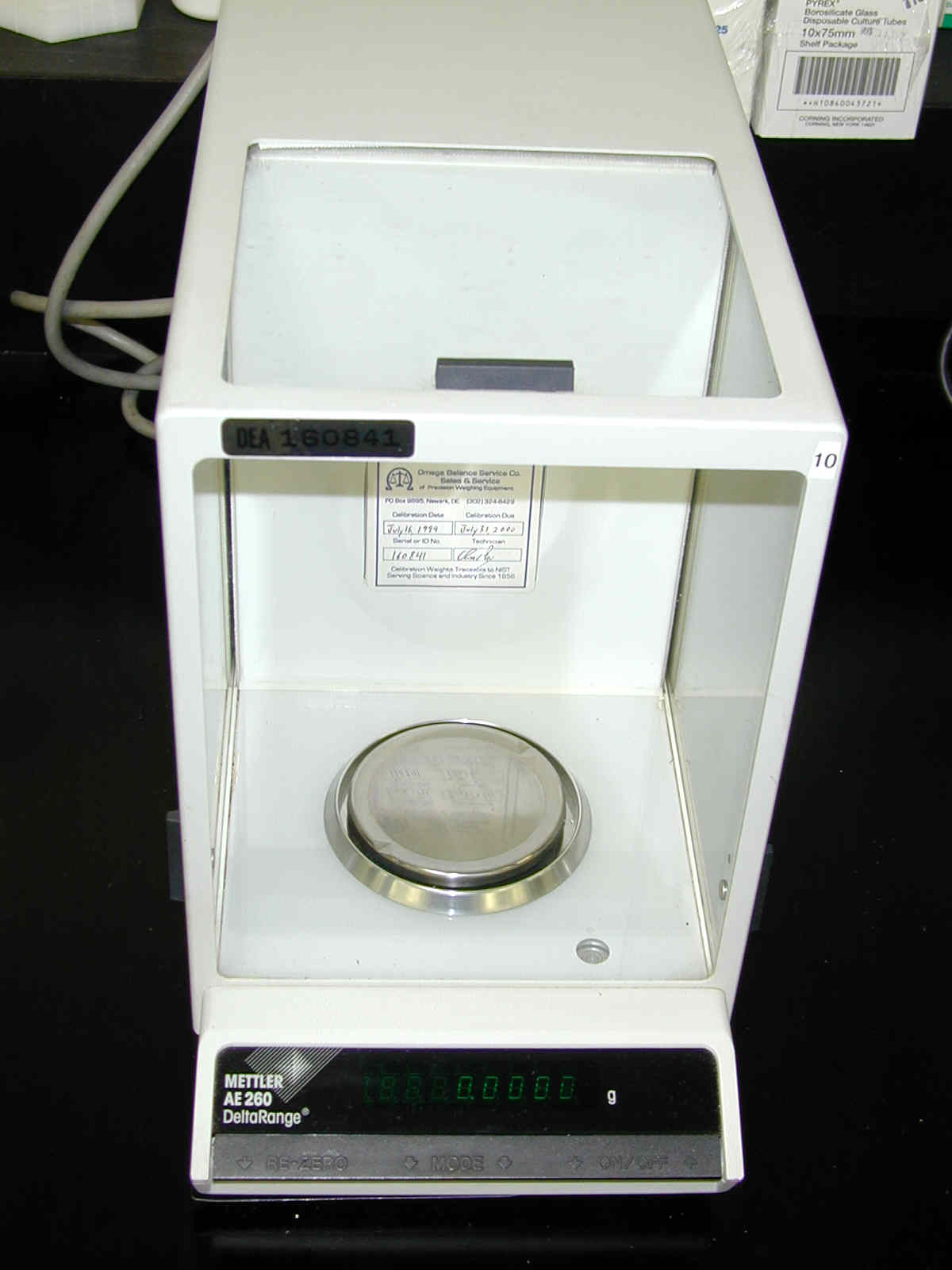
电子分析天平。

分析天平（Analytical balance）一般是指能精确称量到±0.0001g的天平，它是比台秤更为精确的称量仪器。有多种类型：电子分析天平（电子天平）、单盘分析天平、电光分析天平等。电子分析天平是化学实验室的常用仪器之一。

## 使用规则
1. 天平应放在牢固的水平台上，避免震动。避免阳光照射，保持干燥，防止腐蚀性气体的侵袭。
2. 天平箱内应保持清洁。称量的样品不得直接放在天平盘上，以免污染仪器。不要在天平上称量热的或散发腐蚀性气体的物质。
3. 称量物体不得超过天平的载荷。
4. 开关天平要轻缓，以免震动损坏天平的刀口。